# Tony Arbolino

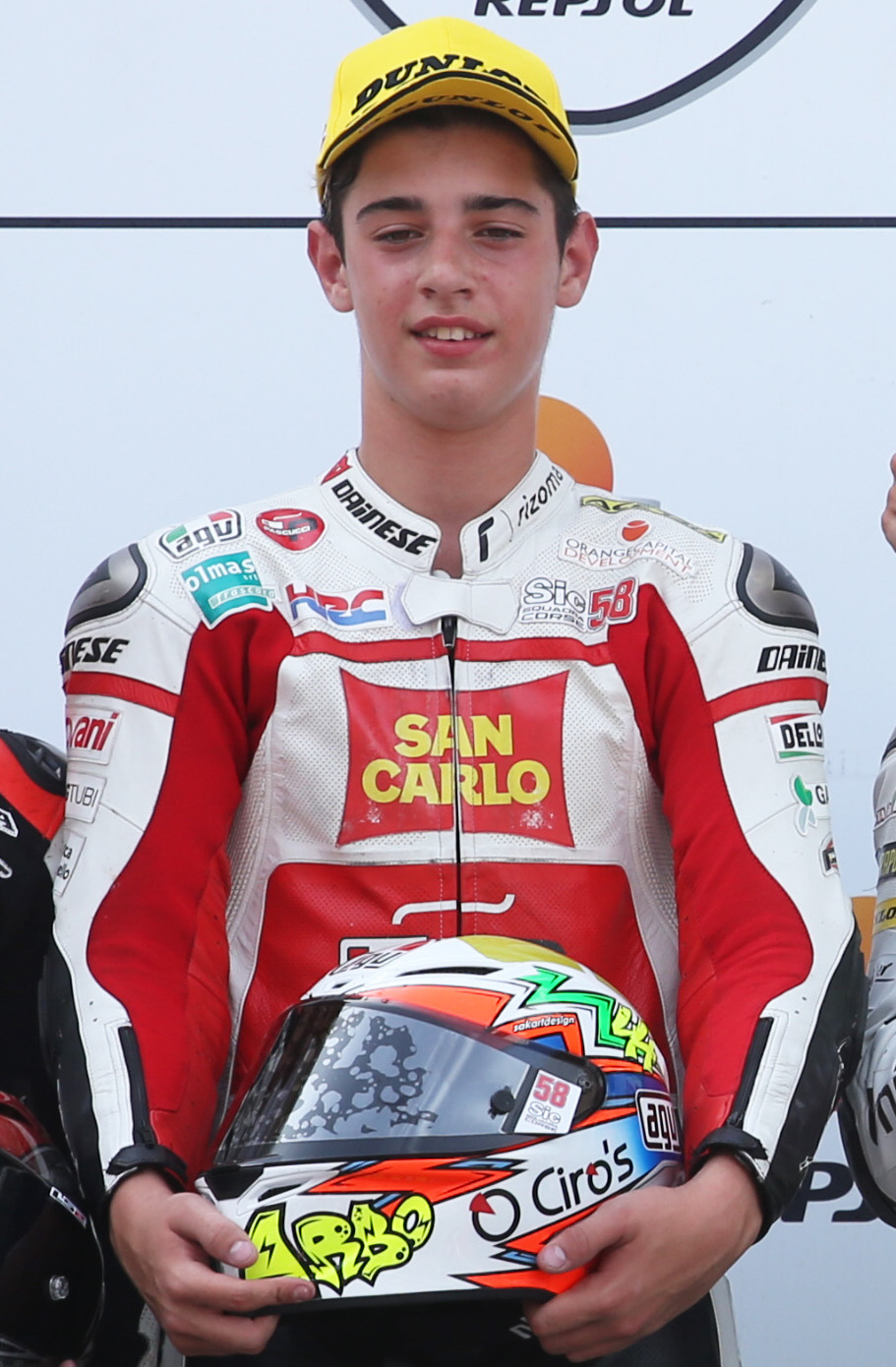
Tony Arbolino no pódio da corrida de 2016, Catalunya 2

Tony Arbolino (Garbagnate Milanese, 3 de agosto de 2000) é um motociclista italiano que compete na MotoGP (Moto3), pela equipe  Marc VDS Racing Team.

## Carreira
Depois de competir por 3 temporadas na CEV Moto3 Junior, Arbolino estreou na Moto3 em 2017 aos 16 anos, defendendo a SIC58 Squadra Corse. Seu melhor resultado foi um 14º lugar no GP da Argentina, em Termas de Río Hondo, marcando seus 2 primeiros pontos no campeonato, ficando em 34º na classificação geral.
Para 2018, novamente pilotando um protótipo da Honda, assinou com a Marinelli Snipers Moto3, conquistando sua primeira pole-position no mesmo circuito de Termas de Río Hondo. Na corrida, chegou em décimo lugar.

## Links
- Perfil no site da MotoGP